# Xiphoniscus mirabilis
Xiphoniscus mirabilis är en kräftdjursart som beskrevs av Albert Vandel 1968C. Xiphoniscus mirabilis ingår i släktet Xiphoniscus och familjen Philosciidae. Inga underarter finns listade i Catalogue of Life.